# 1934 год в истории железнодорожного транспорта
1934 год в истории железнодорожного транспорта

## События
- 4 января - приказом НКПС из состава Пермской железной дороги была выделена Южно-Уральская железная дорога.
- 3 марта приказом НКПС из частей Забайкальской и Томской железной дороги сформирована Восточно-Сибирская железная дорога.
- 30 марта в 15.00 на станции Саратов-1 столкнулись товарные поезда № 625 и № 712. Причиной столкновения признан приём состава на занятый путь.
- 22 апреля на перегоне Партизаны-Новоалексеевка Екатерининской (ныне - Приднепровской) железной дороги произошло крушение пассажирского поезда № 9(?).
- 17 мая — учреждён значок «Почётному железнодорожнику» (впоследствии знак «Почётный железнодорожник»).
- 12 октября — создана Ассоциация американских железных дорог.
- XVII съезд ВКП(б) постановил, что паровозы ФД и ИС должны стать основными единицами соответственно грузового и пассажирского паровозных парков во второй пятилетке. Луганский паровозостроительный завод переходит на крупносерийное производство паровозов ФД.
- Тепловоз Щэл1 из-за частых ремонтов он был снят с поездной работы и стал использоваться в качестве электростанции.
- Созданы Оренбургская железная дорога, Южно-Уральская железная дорога.
- В СССР на всей железнодорожной сети введена диспетчерская централизация.[1]
- На Московско-Курской железной дороге организована первая в стране путевая машинная станция (ПМС) для обслуживания железнодорожных путей.[1]
- На территориях Верхней Вольты (Буркина-Фасо) и Берега Слоновой Кости (Кот-д’Ивуар) построена железнодорожная линия Бобо-Диуласо — Буаке, которую государства эксплуатировали совместно до 1988 года.[1]
- На территории Заира построена первая железнодорожная линия между Браззавилем и портом Пуэнт-Нуар длиной 510 километров.[1]
- Основаны Днепропетровский электровозостроительный завод, Улан-Удэнский паровозо-вагоноремонтный завод[2].
- В июне 1934 года на Улан-Удэнском паровозовагоноремонтном заводе был отремонтирован первый паровоз, им стал Ел-0524[3].

## Новый подвижной состав
- В апреле Коломенский завод изготовил первый советский пассажирский электровоз серии ПБ21 (имени Политбюро ЦК КПСС, нагрузка на рельсы от движущих колёсных пар — 21 тс)[4].
- К концу года на Ворошиловградском паровозостроительном заводе закончили изготовление паровоза АА20-01 — единственного в мировой истории паровоза с семью движущими осями в одной раме.
- В Великобритании освоен выпуск паровозов серии LMS Jubilee Class.
- В СССР начался выпуск паровозов серии СО.